# Air Southwest
Air Southwest era una aerolínea británica fundada por Sutton Harbour Holdings en 2003. La propiedad se transfirió a Eastern Airways en septiembre de 2010, pero las operaciones cesaron 12 meses después. Operaba servicios regionales de pasajeros programados en el suroeste de Inglaterra. 
Su base principal era el aeropuerto de la ciudad de Plymouth, con bases secundarias en el Aeropuerto de Newquay Cornwall y el Aeropuerto Internacional de Bristol. La aerolínea empleaba a 145 personas y estaba dirigida por el director general Peter Davies y el director ejecutivo adjunto Mike Coombes. 

## Historia

### Inicios
Air Southwest fue establecida en mayo de 2003 por Sutton Harbour Holdings para llenar el vacío dejado por la retirada de British Airways del suroeste de Inglaterra. Su primer centro se estableció en el aeropuerto de la ciudad de Plymouth y las operaciones comenzaron el 26 de octubre de 2003, un día después de que British Airways se retirara del mercado. La ruta inicial fue Plymouth-Newquay-Londres-Gatwick.  Esto fue seguido pronto por la introducción de la ruta Plymouth-Bristol-Mánchester que luego se extendió a Jersey.

### Expansión
El 11 de abril de 2005, la compañía estableció un nuevo centro en Newquay, con vuelos directos a Dublín y vuelos a Leeds-Bradford vía Bristol. Al mismo tiempo, la aerolínea agregó una base de tripulación en Newquay, con cinco tripulantes de cabina, diez pilotos y un avión.
En abril de 2006, Air Southwest lanzó servicios de Newquay a Mánchester vía Cardiff, y de Bristol a Norwich (aunque la aerolínea se retiró de esta ruta en enero de 2007);  además, se estableció una base de tripulación y aviones en Bristol. El 30 de octubre de 2006, la aerolínea introdujo un quinto vuelo diario desde Newquay a Londres-Gatwick.
La aerolínea utiliza el formato de tarifas bajas basado en la web para las reservas con más del 90% de todas las reservas realizadas en línea.  En sus primeros dieciocho meses de operaciones, Air Southwest transportó a más de 200.000 pasajeros, aumentando el número de pasajeros que vuelan entre Plymouth y Newquay y Londres-Gatwick en un 22%. El 25 de octubre de 2006, la aerolínea anunció que había transportado 750.000 pasajeros desde su lanzamiento.
El servicio de Bristol a Norwich finalizó el 14 de enero de 2007, la primera interrupción de la ruta de la aerolínea desde su inicio en 2003. Se realizó una mayor consolidación con la interrupción del servicio directo de Newquay a Leeds-Bradford, que se encaminó a través del aeropuerto de Bristol a partir del 16 de enero de 2007, y se aumentó la frecuencia en el servicio de Plymouth a Mánchester a dos veces al día, a través de Bristol, a partir del 15 de enero de 2007.
El 24 de junio de 2007, Air Southwest operó sus últimos vuelos desde Cardiff a Newquay y Mánchester debido al bajo número de pasajeros.
El 29 de octubre de 2007, la aerolínea anunció una expansión de rutas desde Plymouth y Newquay, agregando vuelos desde Plymouth a Grenoble, Cork, Dublín, Glasgow y Newcastle upon Tyne, y desde Newquay a Grenoble, Glasgow y Newcastle. Estas nuevas rutas comenzaron el 28 de abril de 2008 con la excepción de Grenoble, que les siguió el 20 de diciembre de 2008.
Durante el verano de 2009, las operaciones vieron la introducción de vuelos comerciales entre Oxford y Jersey todos los sábados.
El 2 de febrero de 2009, la aerolínea anunció una ampliación de sus servicios entre Plymouth y las Islas del Canal con la introducción de un servicio a Guernsey que comenzó el 8 de abril de 2009.
La consolidación de sus servicios a Londres se produjo cuando, el 9 de marzo de 2009, Air Southwest anunció el lanzamiento de vuelos entre Plymouth, Newquay y el Aeropuerto de la ciudad de Londres.  Los vuelos comenzaron el 20 de abril, pero el servicio no atrajo a suficientes pasajeros y cesó en mayo de 2010.
En mayo de 2009, la aerolínea se sometió a un cambio de marca para ampliar su público objetivo y aumentar su presencia en el mercado. Un nuevo eslogan de "Fly Britain's Local Airline" fue adoptado y apoyado por un comercial de televisión en canales regionales, un sitio web renovado (archivado el 27 de septiembre de 2011 en Wayback Machine) y una campaña publicitaria a nivel nacional.
Otra mejora de los servicios ofrecidos entró en vigor el 31 de mayo de 2009 cuando la aerolínea adoptó el código IATA SZ.  Esto ha creado una serie de oportunidades para el desarrollo futuro, como la introducción de acuerdos interlínea / código compartido con otras aerolíneas y la posibilidad de utilizar a terceros, como agentes de viajes, para la venta de billetes.
La aerolínea anunció la suspensión de los servicios de Newquay y Plymouth a Londres a partir del 1 de febrero de 2011.

### Alianza conEastern Airways
El 25 de febrero de 2010 se anunció una alianza con la aerolínea regional del Reino Unido Eastern Airways. Como resultado de la alianza, Air Southwest se unió a un Sistema de Distribución Global que les permitió vender boletos a través de una serie de fuentes externas como agentes de viajes y aumentar su presencia en el mercado. También allanó el camino para la introducción de acuerdos de código compartido entre las dos aerolíneas.

### Venta
En mayo de 2010, Sutton Harbour Holdings, la empresa matriz de Air Southwest, anunció que la aerolínea se iba a vender para que la empresa pudiera "realizar actividades de recursos de manera más eficaz". Tras una caída de las ganancias de 600.000 libras esterlinas, la aerolínea se vendió a Eastern Airways, con sede en el aeropuerto de Humberside, en septiembre de 2010. El 1 de diciembre de 2010, la venta se completó a Eastern Airways.

### Cierre
Air Southwest anunció el 14 de julio de 2011 que cesarían sus operaciones el 30 de septiembre de 2011. Air Southwest cesó sus operaciones en Plymouth el 28 de julio de 2011. Los vuelos a Glasgow, Guernsey, Jersey, Newquay y Mánchester finalizaron el 14 de septiembre, mientras que los vuelos restantes a Aberdeen, Bristol, Cork, Dublín y Leeds Bradford finalizaron el 30 de septiembre.  La aerolínea dijo que el cierre se debió a la baja demanda en las rutas que las hacían financieramente inviables. Los arrendamientos de los tres aviones restantes de Air Southwest se transfirieron a Eastern Airways el 4 de julio de 2011. Esto provocó el cierre del aeropuerto de Plymouth el 23 de diciembre de 2011.

## Antiguos destinos
Antes de su cese, Air Southwest operaba vuelos a los siguientes destinos:
| Países      | Destinos       | Aeropuertos                                | Notas          |
| ----------- | -------------- | ------------------------------------------ | -------------- |
| Guernsey    | Guernsey       | Aeropuerto de Guernsey                     |                |
| Irlanda     | Cork           | Aeropuerto de Cork                         |                |
| Irlanda     | Dublín         | Aeropuerto de Dublin                       |                |
| Jersey      | Jersey         | Aeropuerto de Jersey                       |                |
| Reino Unido | Aberdeen       | Aeropuerto de Aberdeen                     |                |
| Reino Unido | Bristol        | Aeropuerto Internacional de Bristol        | Hub secundario |
| Reino Unido | Cardiff        | Aeropuerto Internacional de Cardiff        |                |
| Reino Unido | Dundee         | Aeropuerto de Dundee                       | Estacional     |
| Reino Unido | Glasgow        | Aeropuerto Internacional de Glasgow        |                |
| Reino Unido | Leeds/Bradford | Aeropuerto Internacional de Leeds Bradford |                |
| Reino Unido | Londres        | Aeropuerto de la ciudad de Londres         |                |
| Reino Unido | Londres        | Aeropuerto de Londres-Gatwick              |                |
| Reino Unido | Mánchester     | Aeropuerto de Mánchester                   |                |
| Reino Unido | Newquay        | Aeropuerto de Newquay Cornwall             | Hub secundario |
| Reino Unido | Norwich        | Aeropuerto Internacional de Norwich        |                |
| Reino Unido | Plymouth       | Aeropuerto de la ciudad de Plymouth        | Hub principal  |

## Flota histórica

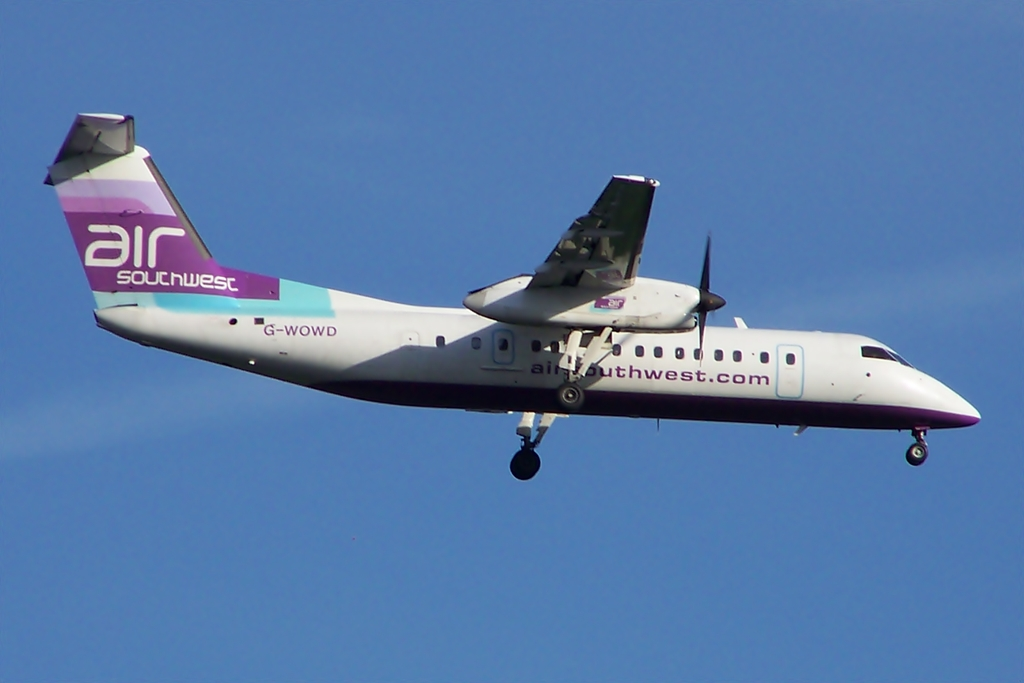
Bombardier Dash 8-300 de Air Southwest

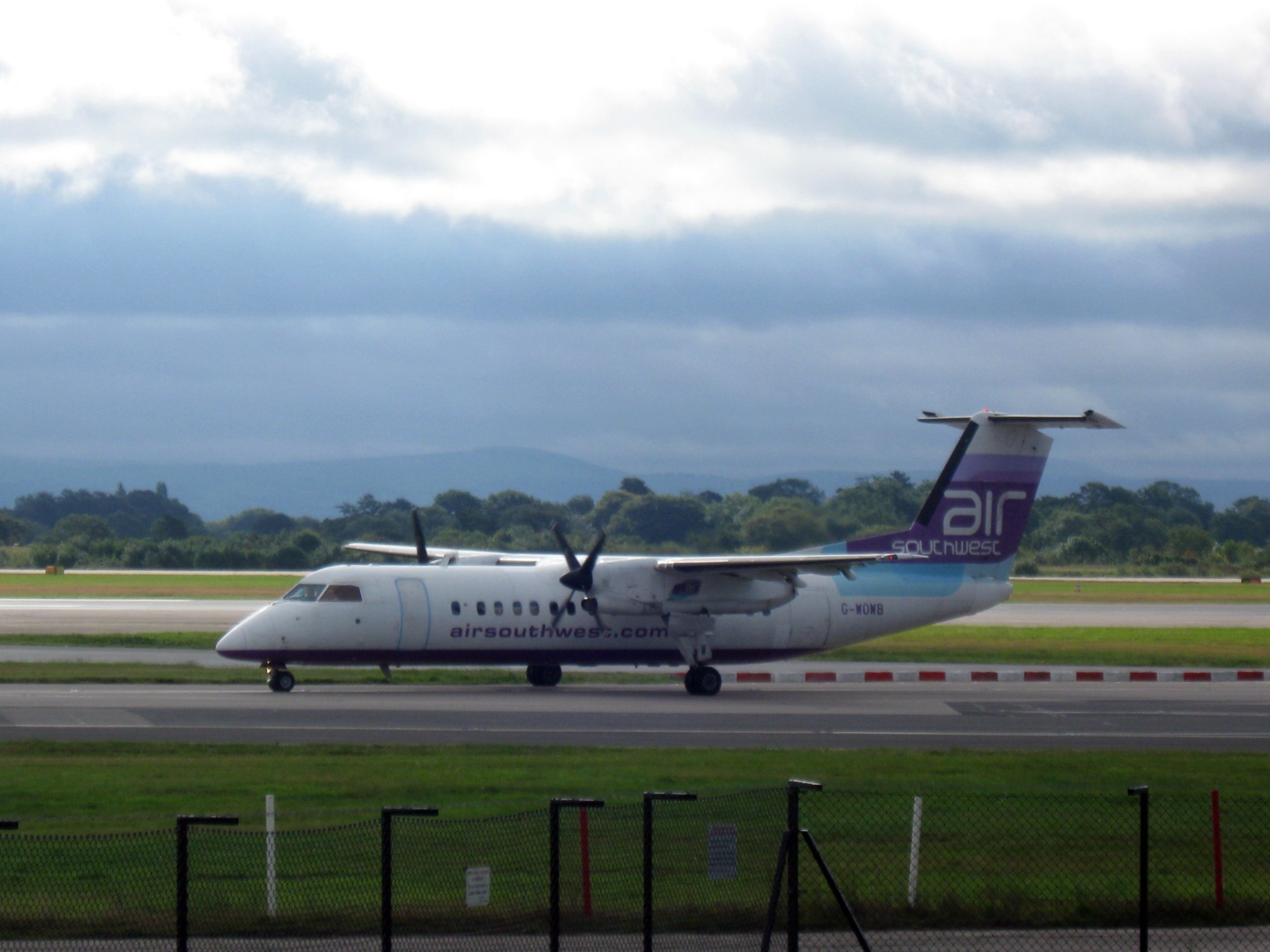
Bombardier Dash 8-300 de Air Southwest

Air Southwest operaba las siguientes aeronaves antes de ser adquirido por Eastern Airways:
| Aeronaves             | Total | Introducido | Retirado | Matrículas                                       |
| --------------------- | ----- | ----------- | -------- | ------------------------------------------------ |
| Bombardier Dash 8-300 | 5     | 2003        | 2011     | G-JEDE, G-WOWA , G-WOWB, G-WOWC, G-WOWD y G-WOWE |
| Fokker 50             | 1     | 2003        | 2003     | PH-JXK (operado por Denim Air)                   |